# 人文主义者国际
人文主义者国际，1952年—2019年称为国际人文主义和道德联盟（International Humanist and Ethical Union；缩写：IHEU）是一个倡导世俗主义和人权的国际非政府组织，1952年在阿姆斯特丹成立，由来自80多个国家的160多个世俗人文主义者、无神论者、理性主义者、不可知论者、怀疑论者、自由思想和道德文化组织组成。
它每三年举行一次世界人文主义大会（World Humanist Congress）。2002年，大会一致通过了《2002年阿姆斯特丹宣言》。

## 历史
它由五个人文主义组织，即美国伦理联盟、美国人文主义协会、英国伦理联盟（British Ethical Union，今Humanists UK）、维也纳伦理学会（Vienna Ethical Society）和荷兰人文主义联盟，于1952年8月22日至27日在阿姆斯特丹的大会上成立，发布《阿姆斯特丹宣言》。